# 溪洞碗蕨
溪洞碗蕨（学名：Dennstaedtia wilfordii），为姬蕨科碗蕨属下的一个植物种。